# تسنخر
تسنخر (به لاتین: Tsenkher) یک منطقهٔ مسکونی در مغولستان است که در استان آرخانگای واقع شده‌است. تسنخر ۳٬۲۰۰ کیلومتر مربع مساحت دارد.